# Cynoglossum kandavanensis
Cynoglossum kandavanensis là loài thực vật có hoa trong họ Mồ hôi. Loài này được (Bornm. & Gauba) Akhani mô tả khoa học đầu tiên năm 1998.